# Silvestre Mesaka
Silvestre Mesaka Bote (* 8. August 1978 in Äquatorialguinea), auch in der Schreibweise Silvestre Mesaka oder Bote Mesaka bekannt, ist ein ehemaliger äquatorialguineischer Fußballspieler auf der Position eines Verteidigers. Er war zuletzt für Deportivo Mongomo und die äquatorialguineische Fußballnationalmannschaft aktiv.

## Karriere

### Verein
Seine Vereinskarriere begann Mesaka in seiner äquatorialguineischen Heimat, wo er ab dem Jahr 2007 im Kader des Akonangui FC aus Ebebiyín stand. Ob er dem Verein bereits davor angehörte, ist aus den Quellen hingegen nicht ersichtlich. Im Finale der Copa Equatoguineana 2007 gewann er an der Seite von Ibrahim Agbo, Viera Ellong und Torhüter Achille Pensy, gegen den Ligakonkurrenten Atlético Malabo (2:0), seinen ersten Nationalen Pokal. Nur ein Jahr später gelang ihm mit der Mannschaft seine erste äquatorialguineische Meisterschaft. Anfang 2009 wechselte er innerhalb der Liga zu Deportivo Mongomo. Ob Mesaka seine Karriere nach Ablauf der Saison 2009 beendete, weiterhin im Kader von Deportivo Mongomo verblieb oder zu einem anderen Verein wechselte und dort seine Karriere fortführte, ist nicht bekannt.

### Nationalmannschaft
Sein Debüt für die äquatorialguineische Fußballnationalmannschaft gab Mesaka am 8. September 2002, im Rahmen der Qualifikation zur Afrikameisterschaft 2004 unter den damaligen Trainer Francisco Nsi Nchama, gegen die Mannschaft aus Sierra Leone. Er nahm an Qualifikationsspielen zur Fußball-Weltmeisterschaft 2010 und der Afrikameisterschaft (2004, 2008) teil, konnte dabei jedoch keine nennenswerten Erfolge erzielen. Zudem war er gemeinsam mit Juvenal und Torhüter Silvestre Ecolo Teilnehmer des CEMAC Cup 2007. Mesaka schied mit der Mannschaft aber bereits in der Vorrunde nach einer Niederlage gegen die Republik Kongo (2:1) und einen Remis gegen Gabun (1:1) aus. Seinen letzten Einsatz im Trikot der Nzalang Nacional bestritt er am 6. September 2008 im Qualifikationsspiel zur Fußball-Weltmeisterschaft 2010 gegen die Mannschaft des afrikanischen Staates Sierra Leone.

### Erfolge
Verein
- Äquatorialguineischer Meister: 2008
- Äquatorialguineischer Pokalsieger: 2007